# Aledo (Spanyolország)
Aledo egy község Spanyolországban, Murciában. Aledo Totana és Lorca községekkel határos. Lakosainak száma 1108 fő (2024).

## Népesség
A település népessége az elmúlt években az alábbi módon változott:
| Lakosok száma | 1026 | 1062 | 1046 | 1066 | 1025 | 986  | 945  | 1022 | 1110 | 1108 |
|               | 2001 | 2004 | 2007 | 2009 | 2012 | 2014 | 2017 | 2019 | 2022 | 2024 |